# Bittere Schleifenblume
Die Bittere Schleifenblume (Iberis amara), auch als Bitterer Bauernsenf bezeichnet, ist eine Pflanzenart, die zur Gattung der Schleifenblumen (Iberis) innerhalb der Familie der Kreuzblütengewächse (Brassicaceae) gehört.

## Beschreibung

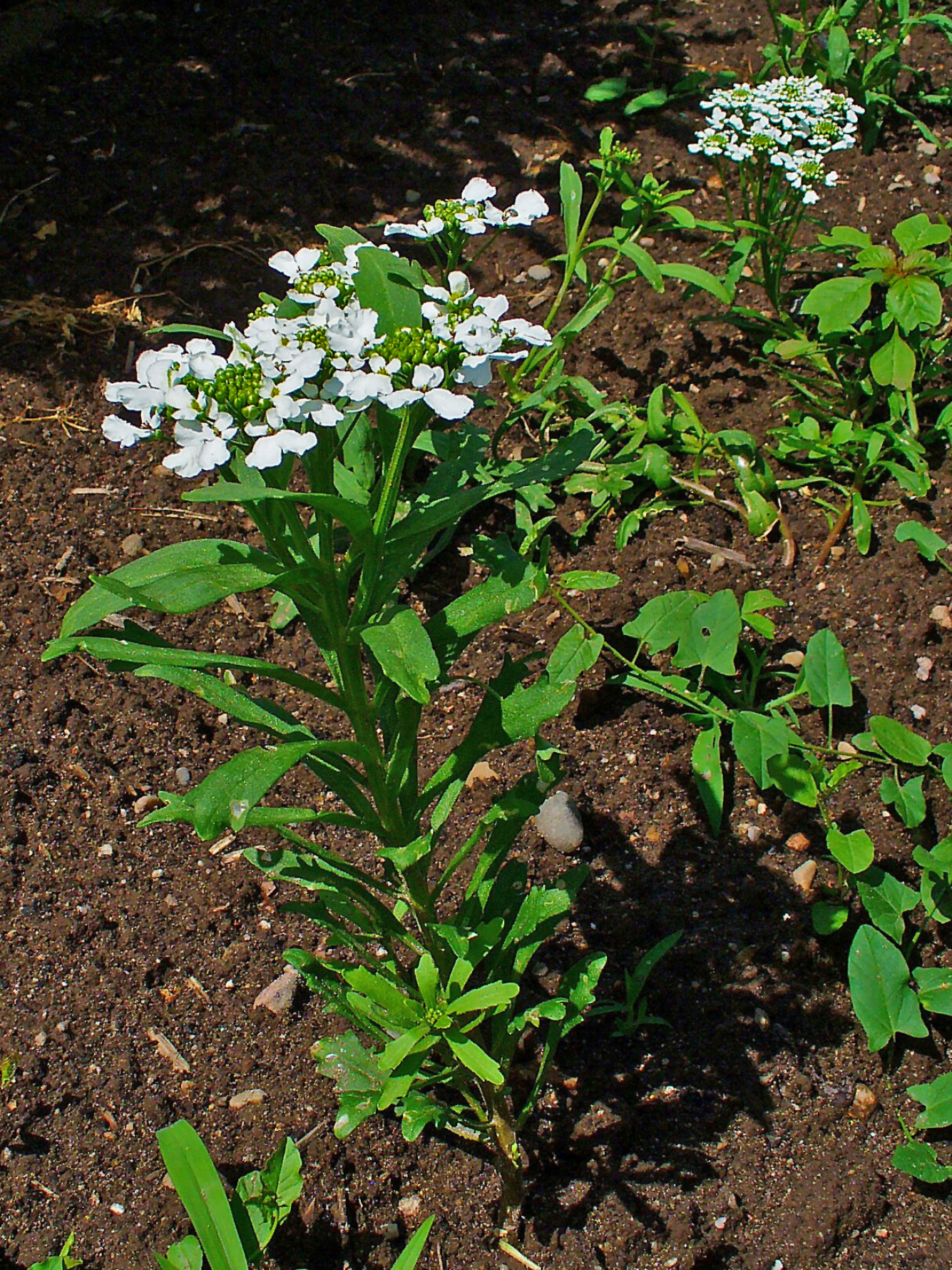
Habitus, Laubblätter und Blütenstand

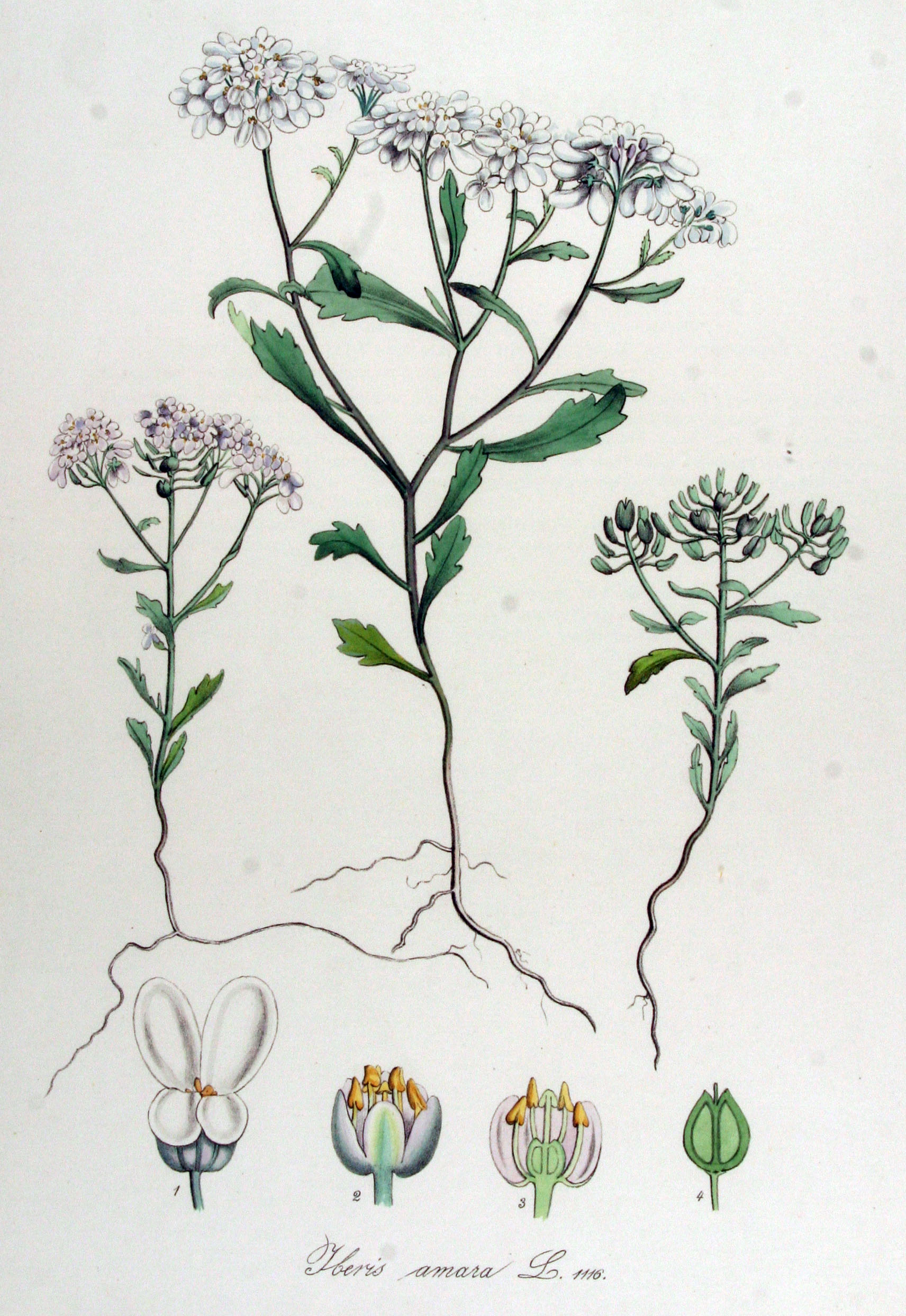
Illustration aus Flora Batava, Volume 14

### Vegetative Merkmale
Die Bittere Schleifenblume ist in der Regel eine ein-, seltener zweijährige krautige Pflanze und erreicht Wuchshöhen von 10 bis 40 Zentimetern. Der aufrechte Stängel ist meist verzweigt, kantig und ist besonders auf den Kanten von rückwärts gerichteten Trichomen rau flaumig bis kurzzottig behaart.
Die Blattspreite der Laubblätter ist keilförmig; bei den unteren oft spatelförmig und in einen längeren Stiel verschmälert. Am Rand besitzen sie zwei bis vier entfernt stumpfliche Zähne; selten sind sie ganzrandig.

### Generative Merkmale
Die Blütezeit reicht von Mai bis August. Der Blütenstand ist anfangs doldentraubig, später verlängert und locker. Die Blütenstiele sind lang und abstehend.
Die duftenden Blüten sind vierzählig. Die ungleich großen weißen, selten blassvioletten Kronblätter sind 3 bis 10 Millimeter lang. Beim Abblühen färben sich die Staubbeutel intensiv violett. Die polsterförmigen Nektardrüsen am Grund der seitlichen Staubblätter sind ziemlich groß.
Der Fruchtstiel ist abstehend. Die Schötchen sind bei einer Länge von 4 bis 7 Millimetern sowie einer Breite von 4 bis 6 Millimetern fast kreisrund. Die Schötchen sind unterseits konvex, oberseits durch die etwas eingebogenen Flügel konkav. Sie sind an der Spitze rechtwinklig bis spitzwinklig ausgerandet mit in der Jugend auswärtsstehenden, später vorgestreckten oder etwas zusammenneigenden, spitzen dreieckigen Flügellappen, die den Griffel meist überragen. Die braunen Samen sind halb-eiförmig und am Grunde etwas flügelrandig.
Die Chromosomenzahl beträgt 2n = 14.

## Vorkommen
Die Bittere Schleifenblume ist ein west- und südeuropäisches Florenelement und es hat im westlichen Mitteleuropa ihre Ostgrenze. Es gibt Fundortangaben für Spanien, Frankreich, Italien, England, Belgien, Deutschland und die Schweiz. In Ost-, Südost- und Nordeuropa, in Nord- und Südamerika und in Neuseeland ist sie ein Neophyt.
In Mitteleuropa befinden sich Standorte oft auf trockenwarmen, kalkhaltigen und steinigen Lehmböden.
In Mitteleuropa ist sie eine Charakterart des Adonido-Iberidetum amarae aus dem Caucalidion lappulae-Verband; seltener kommt sie auch in Sisymbrion-Gesellschaften vor oder tritt als verwilderte Zierpflanze auf Schuttplätzen auf.
Die ökologischen Zeigerwerte nach Landolt et al. 2010 sind in der Schweiz: Feuchtezahl F = 1+ (trocken), Lichtzahl L = 4 (hell), Reaktionszahl R = 4 (neutral bis basisch), Temperaturzahl T = 4+ (warm-kollin), Nährstoffzahl N = 2 (nährstoffarm), Kontinentalitätszahl K = 2 (subozeanisch).

## Taxonomie
Der wissenschaftliche Name Iberis amara wurde 1753 von Carl von Linné in Species Plantarum, Tomus II, S. 649 erstveröffentlicht. Das Artepitheton amara ist vom lateinischen Wort amarus für „bitter“ abgeleitet und weist auf ihre stark bitter schmeckenden Inhaltsstoffe hin.

## Inhaltsstoffe und pharmakologische Nutzung
Die schwach giftige Bittere Schleifenblume enthält Senfölglykoside, Flavonole (u. a. Quercetin und Kaempferol) und sehr bitter schmeckende Cucurbitacine. Wegen ihres bitteren Geschmacks hat sie anregende Wirkungen auf die Magen- und Gallensaftsekretion; außerdem hat sie krampflösende und entzündungshemmende Eigenschaften. Die Pflanze enthält das Senfölglycosid Glucoiberin und außerdem Ibamarin.
Die Bittere Schleifenblume alleine wird heute nicht mehr arzneilich genutzt, aber ihre Frischpflanzenextrakte sind neben anderen Wirkstoffen wesentlicher Bestandteil einiger Fertigpräparate. Indikationen sind Magen-Darmstörungen wie Reizmagen, Reizdarm, Krämpfe, Schleimhautentzündungen, Magengeschwüre, Verdauungsbeschwerden und Übelkeit.
Die Samen haben den höchsten Cucurbitacin-Gehalt von allen Pflanzenteilen. Sie werden in der Homöopathie bei Herzschwäche, Herzrhythmusstörungen und zur Stärkung des Herzens nach akuten Erkrankungen und Operationen eingesetzt.

## Sonstige Nutzung
Großblütige Sorten der Bitteren Schleifenblume werden – neben anderen Arten der Gattung Iberis – gelegentlich als Zierpflanze in Parks und Gärten verwendet.